# Циано(пентакарбонил)хромат натрия
Циано(пентакарбонил)хромат натрия — неорганическое соединение,
карбонильный комплекс хрома и натрия
с формулой Na[Cr(CO)5(CN)],
кристаллы,
растворяется в воде.

## Получение
- Реакция раствора гексакарбонил хрома в бензоле и бис(триметилсилил)амида натрия:

{\displaystyle {\mathsf {Cr(CO)_{6}+NaN[Si(CH_{3})_{3}]_{2}\ {\xrightarrow {}}\ Na[Cr(CO)_{5}(CN)]+O[Si(CH_{3})_{3}]_{2}}}}

## Физические свойства
Циано(пентакарбонил)хромат натрия образует кристаллы.
Хорошо растворяется в воде,
не растворяется в бензоле.